# Мескіт (Невада)
Мескіт (англ. Mesquite) — місто (англ. city) в США, в округах Кларк і Лінкольн штату Невада. Населення — 20 471 особа (2020).

## Географія
Мескіт розташований за координатами 36°48′30″ пн. ш. 114°7′45″ зх. д. / 36.80833° пн. ш. 114.12917° зх. д. (36.808342, -114.129148). За даними Бюро перепису населення США в 2010 році місто мало площу 83,78 км², з яких 82,61 км² — суходіл та 1,17 км² — водойми.

### Клімат
Місто знаходиться у зоні, котра характеризується кліматом тропічних степів. Найтепліший місяць — липень із середньою температурою 31.7 °C (89.1 °F). Найхолодніший місяць — січень, із середньою температурою 7.6 °С (45.7 °F).
| Клімат Мескіта          | Клімат Мескіта | Клімат Мескіта | Клімат Мескіта | Клімат Мескіта | Клімат Мескіта | Клімат Мескіта | Клімат Мескіта | Клімат Мескіта | Клімат Мескіта | Клімат Мескіта | Клімат Мескіта | Клімат Мескіта | Клімат Мескіта |
| Показник                | Січ.           | Лют.           | Бер.           | Квіт.          | Трав.          | Черв.          | Лип.           | Серп.          | Вер.           | Жовт.          | Лист.          | Груд.          | Рік            |
| Абсолютний максимум, °C | 25             | 29,4           | 37,2           | 39,4           | 46,1           | 48,9           | 50,6           | 47,8           | 44,4           | 41,1           | 32,2           | 25,6           | 50,6           |
| Середній максимум, °C   | 16,7           | 18,8           | 23,4           | 28,2           | 33,8           | 38,9           | 42,1           | 41,1           | 37,6           | 30,4           | 21,3           | 16,9           | 29,1           |
| Середня температура, °C | 7,6            | 10,1           | 13,8           | 18,4           | 23,4           | 28,3           | 31,7           | 31,1           | 26,6           | 19,8           | 11,8           | 7,8            | 19,2           |
| Середній мінімум, °C    | −1,4           | 1,2            | 4,2            | 8,4            | 13,1           | 17,4           | 21,3           | 21,1           | 15,4           | 9,3            | 2,4            | −1,3           | 9,3            |
| Абсолютний мінімум, °C  | −16,7          | −7,8           | −6,7           | −2,2           | 3,9            | 7,2            | 11,1           | 10             | 6,7            | 0,6            | −6,7           | −11,1          | −16,7          |
| Норма опадів, мм        | 14             | 28             | 14             | 12             | 1              | 2              | 13             | 12             | 8              | 16             | 15             | 12             | 149            |
| Днів з опадами          | 3              | 5              | 4              | 3              | 1              | 1              | 2              | 3              | 2              | 3              | 3              | 2              | 32             |
| ----------------------- | -------------- | -------------- | -------------- | -------------- | -------------- | -------------- | -------------- | -------------- | -------------- | -------------- | -------------- | -------------- | -------------- |
| Джерело: Weatherbase    |                |                |                |                |                |                |                |                |                |                |                |                |                |

## Демографія
Згідно з переписом 2010 року, у місті мешкало 15 276 осіб у 6378 домогосподарствах у складі 4444 родин. Густота населення становила 182 особи/км². Було 8911 помешкання (106/км²).
Расовий склад населення:
| - 83,5 % — білих - 1,8 % — азіатів - 1,0 % — чорних або афроамериканців - 0,9 % — корінних американців - 0,2 % — вихідців з тихоокеанських островів - 10,6 % — осіб інших рас |

До двох чи більше рас належало 2,0 %. Частка іспаномовних становила 23,9 % від усіх жителів.
За віковим діапазоном населення розподілялося таким чином: 20,2 % — особи молодші 18 років, 51,2 % — особи у віці 18—64 років, 28,6 % — особи у віці 65 років та старші. Медіана віку мешканця становила 52,4 року. На 100 осіб жіночої статі у місті припадало 96,6 чоловіків; на 100 жінок у віці від 18 років та старших — 96,4 чоловіків також старших 18 років.
Середній дохід на одне домашнє господарство становив 57 804 долари США (медіана — 44 103), а середній дохід на одну сім'ю — 66 731 долар (медіана — 55 175). Медіана доходів становила 35 107 доларів для чоловіків та 27 479 доларів для жінок. За межею бідності перебувало 14,3 % осіб, у тому числі 29,3 % дітей у віці до 18 років та 4,8 % осіб у віці 65 років та старших.
Цивільне працевлаштоване населення становило 5534 особи. Основні галузі зайнятості: мистецтво, розваги та відпочинок — 36,4 %, роздрібна торгівля — 14,8 %, освіта, охорона здоров'я та соціальна допомога — 11,0 %, фінанси, страхування та нерухомість — 8,0 %.

## Уродженці
- Кресент Гарді (* 1957) — американський політик-республіканець.